# 莫凯勒米河
莫凯勒米河（英語：Mokelumne River，/məˈkʌləmni/ 或 /məˈkʌləmi/）是美国北加利福尼亞州的一条长约95-英里（153-）河流，起源于內華達山脈，流经加州中央谷地的五个县，注入圣华金河。